# Taghramt
Taghramt (franska: Taghramt (CR), Taghramt (Commune Rurale), arabiska: القصر المجاز) är en kommun i Marocko.   Den ligger i provinsen Fahs-Anjra och regionen Tanger-Tétouan-Al Hoceïma, i den norra delen av landet, 240 km nordost om huvudstaden Rabat. Antalet invånare är 13 359.